# Hanazakari no Kimitachi e (série télévisée, 2011)
Pour l’article homonyme, voir Hanazakari no Kimitachi e.
Hanazakari no Kimitachi e ~ Ikemen Paradise ~ 2011 (花ざかりの君たちへ〜イケメン☆パラダイス〜2011) est une série télévisée japonaise en onze épisodes de 54 minutes diffusée du 10 juillet au 18 septembre 2011 sur la chaîne japonaise Fuji Television.
Il s'agit d'un remake de la série télévisée de 2007 du même nom, qui est également basé sur le manga Hana-Kimi.
Cette série est inédite dans tous les pays francophones.

## Distribution
- Atsuko Maeda - Mizuki Ashiya
- Aoi Nakamura - Izumi Sano
- Shohei Miura (en) - Shuichi Nakatsu
- Renn Kiriyama (en) - Minami Nanba
- Tomo Yanagishita (en) - Taiki Kayashima
- Shintaro Yamada (en) - Kyogo Sekime
- Yukito Nishii (es) - Nakao Senri
- Katsuhiro Suzuki (en) - Shinji Noe
- Yuki Kashiwagi - Juri Kishinosato
- Shōta Matsushima (en)
- Shotaro Mamiya (en)
- Goro Kurihara (ja)
- Yuki Sato (en) - Makoto Kagurazaka

### Les étudiants dortoir premières
- Shinnosuke Mitsushima - Megumi Tennoji
- Gōki Maeda - Kohei Kitahanada
- Arata Horii - Kumatori Jin
- Ryosuke Yamamoto - Kiyoshikojin Akira
- Ryu Ando - Mukonoso Andrew
- Koudai Asaka - Subaru Takatsuki
- Sonde Kanai - Kazuki Obitoke
- Shotaro Kotani - Hiroto Moriguchi
- Tomoki Okayama - Kadoma Shotaro

### Les étudiants troisième dortoir
- Hidenori Tokuyama - Oscar M. Himejima / Himejima Masao
- Miyajima Kusuto - Yaenosato Nobuhiro
- Takami Ozora - Kyobate Sansui
- Katoono Taikou - Kawachimori Hisashi
- Kasai Shige - Mozu Yasushi
- Kawahara Kazuma - Narayama Sakon
- Okazaki Kazuhiro - Izumigaoka Hideharu
- Kettaro - Minamikata Shin

### Autres acteurs
- Takumi Saito - Umeda Hokuto
- Watanabe Ikkei - chef de cuisine
- Mirai Yamamoto (en) - Io Nanba

#### Tokyo Gakuen (Haute)
- Sato Yuki - Kagurazaka Makoto
- Endo Kaname - Otemachi Ryo
- Nagakura Masaaki - Takebashi Yutaka
- Okubo Naoki - Tsukishima Jun
- Kaminaga Keisuke - Kasai Go
- Tozuka Junki - Kudanshita Takeshi
- Okayama Amane - Ochiai Nobuyuki

#### Académie de Saint Blossom
- Mayuko Iwasa - Hanayashiki Hibari
- Yuki Kashiwagi - Kishinosato Juri
- Ichikawa Miori - Amagasaki Kanna
- Oba Mina - Abeno Erika
- Nagao Mariya - Kanbe Yumemi
- Matsumoto Misaki
- Wakaki Moe
- Terayama Aoi
- Hotta Risa
- Kurisaki Hiroko
- Kuno Kanako
- Takahashi Miho
- Yanagawa Miho
- Tsuchiya Haruhi
- Shimomiya Rihoko
- Kasai Yukina

#### Invités
- Ashida Mana - Sasakura Kaoru (épisode 1, caméo, reprise de son rôle dans Marumo no Okite)
- Suzuki Fuku - Sasakura Tomoki (épisode 1, caméo, reprise de son rôle dans Marumo no Okite)
- Iwata Sayuri - Yamashina Rika (épisode 2)
- Nobuo Kyō

## Diffusion internationale
- Fuji Television (2011)
- Videoland Japan Channel

## Versions
- Hana-Kimi, un manga japonais de Hisaya Nakajo
- Hanazakarino Kimitachihe (CTS, 2006-2007) avec Ella Chen, Wu Chun, Jiro Wang et Danson Tang
- Hanazakari no Kimitachi e (Fuji TV, 2007) avec Maki Horikita, Shun Oguri et Toma Ikuta
- To the Beautiful You (SBS, 2012) avec Sulli Choi, Choi Minho et Lee Hyun-woo